# Varra (cómic)
Varra es una personaje que aparece en los cómics estadounidenses publicados por Marvel Comics. Creada por el escritor Al Ewing y el artista Gerardo Sandova, el personaje apareció por primera vez en New Avengers vol. 4 #4 (diciembre de 2015).Varra era un híbrido de ascendencia Skrull y Kree.Es miembro de los Caballeros del Infinito, un grupo de híbridos que luchan por unir los imperios Kree y Skrull.
Charlayne Woodard interpretó a Varra en la miniserie de Disney+ del Universo cinematográfico de Marvel Secret Invasion (2023). Ella también fue la esposa de Nick Fury.

## Historial de publicaciones
Varra debutó en New Avengers vol. 4 #4 (diciembre de 2015), creada por Al Ewing y Gerardo Sandoval.Apareció en el one-shot Empyre: Aftermath Avengers #1 de 2020.

## Biografía ficticia
Varra es uno de los Caballeros del Infinito.Este grupo de híbridos Skrull y Kree tiene la tarea de unir el Imperio Skrull y el Imperio Kree. Ella se enfrentó al hechicero extradimensional Moridun,y casi murió durante la batalla antes de ser rescatada. Hulkling luego la curó usando magia.

## En otros medios
Varra aparece en medios de acción real ambientados en el Universo cinematográfico de Marvel (UCM).
- Ella aparece en la miniserie Secret Invasion (2023), interpretada por Charlayne Woodard.[9]Esta versión es una Skrull de sangre pura y la esposa de Fury que se hace pasar por la Dra. Priscilla Davis.[10]Ella tomó la imagen de la Dra. Priscilla Davis que sufría de un defecto cardíaco congénito.[11]Varra ayuda a Fury en su búsqueda para negociar la paz entre los Kree y los Skrulls.[12]Ella deja la Tierra junto a él para embarcarse en una estación S.A.B.E.R..[13]